# Teemu Selänne
Teemu Ilmari Selänne (Helsinki, 3 juli 1970) is een Finse voormalige ijshockeyspeler. Hij speelde 28 seizoenen in de NHL en kwam hierin uit voor vier verschillende teams. Hij is met 684 doelpunten de succesvolste Finse aanvaller in de geschiedenis van de NHL. Vanwege zijn elegantie en snelheid kreeg hij de bijnaam The Finnish Flash. Selänne is een van de meest geliefde en gerespecteerde ijshockeyspelers van begin 21ste eeuw door zijn liefde voor het spel, sportiviteit en aandacht voor fans.

## Jeugd
Selänne werd geboren in Helsinki, waar hij met zijn ouders en twee broers woonde totdat zijn ouders scheidden. Toen Selänne tien jaar oud was, verhuisde het gezin (zonder vader) naar Espoo. Teemu en zijn broer Paavo speelden allebei voetbal en ijshockey, maar Paavo besloot uiteindelijk zijn focus te leggen op veldhockey. Teemu concentreerde zich op ijshockey en hij sloot zich aan bij een jeugdteam van de Finse profclub Jokerit. Ondanks blessures maakte hij in zijn eerste jaren als profspeler veel indruk bij Jokerit. In het seizoen 1991-1992 won hij de Raimo Kilpiö trofee, de prijs voor de sportiefste speler van het seizoen.

## NHL
In het seizoen 1992-1993 maakte Selänne de overstap naar de NHL. Hij tekende een contract bij de Winnipeg Jets. Op 6 oktober 1992 maakte hij zijn debuut tegen de Detroit Red Wings en gaf meteen twee assists. Twee dagen later scoorde hij zijn eerste NHL-doelpunt tegen de San Jose Sharks. In zijn debuutjaar zou hij uiteindelijk 76 doelpunten maken, waarmee hij gedeeld topscorer van de NHL werd. Aan het einde van het seizoen kreeg hij de Calder Memorial Trophy voor beste nieuwkomer van het jaar. De jaren daarna was Selänne een vaste waarde in Winnipeg waarin hij tussen de 20 en 25 doelpunten per seizoen scoorde.
Midden in het seizoen 1995-1996 werd Selänne onverwachts verkocht aan de Anaheim Ducks. Hij was zelf niet bij de deal betrokken en kreeg tijdens een training van de Jets plotseling te horen dat hij naar Anaheim moest. In de media liet Selänne zich kritisch uit over de deal en hij gaf aan de Jets eigenlijk niet te willen verlaten.
Na een moeilijke opstartperiode bij de Ducks vond Selänne uiteindelijk zijn draai in Anaheim. Hij vormde een aanvalsduo met Paul Kariya, en met succes. Tussen 1996 en 1999 scoorde Selänne 150 doelpunten en in 1999 won hij de Maurice Richard Trophy voor topscorer van het seizoen. Ondanks Selännes scorend vermogen stonden de Anaheim Ducks in 2001 onderaan in de Western Conference en hij werd verkocht aan de San Jose Sharks. Hij speelde twee redelijke seizoenen, maar de Sharks waren niet in staat de play-offs voor de Stanley Cup te bereiken.
In 2003 besloot Selänne zelf om voor een jaar te tekenen bij de Colorado Avalanche. Hij verwachtte dat hij in Colorado een goede kans zou maken op het winnen van de Stanley Cup, zeker ook omdat hij herenigd werd met Paul Kariya. Echter, hij zou uiteindelijk slechts 16 doelpunten scoren dat seizoen - mede vanwege een aanhoudende knieblessure. Hiervoor werd hij aan het einde van het seizoen geopereerd en dankzij de NHL-staking in 2004 (onenigheid over spelerssalarissen resulteerde erin dat het hele seizoen geschrapt werd) had hij genoeg tijd om te revalideren.
In het seizoen 2005-2006 ging Selänne terug naar de Anaheim Ducks waar hij 40 doelpunten scoorde en de Bill Masterton Memorial Trophy won, de prijs voor 'het tonen van doorzettingsvermogen en een toewijding aan ijshockey'. Dat jaar zouden de Anaheim Ducks de halve finale van de Stanley Cup bereiken met Selänne als uitblinker. Het jaar daarop wonnen de Anaheim Ducks met een 36-jarige Teemu Selänne de Stanley Cup na een 4-1 overwinning op de Ottawa Senators.
Selänne overwoog hierna te stoppen met ijshockey maar deed dit niet. Hij zou uiteindelijk nog zeven seizoenen voor de Ducks blijven spelen voor hij op 43-jarige leeftijd afscheid nam van professioneel ijshockey.
Teemu Selänne is met name bij de Winnipeg Jets en de Anaheim Ducks een clubicoon. Dit is niet alleen vanwege zijn sportieve prestaties, maar ook vanwege zijn vriendelijke persoonlijkheid. Als blijk van waardering werd in 2015 zijn vaste rugnummer 8 teruggetrokken door de Anaheim Ducks. Dit houdt in dat geen enkele andere Ducks-speler ooit met dat rugnummer mag spelen.

## Internationaal
Selänne vertegenwoordigde Finland op alle Olympische Winterspelen tussen 1992 en 2014. Hij won met het Finse ijshockeyteam zilver in 2006 en brons in 1998, 2010 en 2014. In de zes olympische ijshockeytoernooien die hij speelde scoorde hij 24 doelpunten, een record. Tevens werd hij in 2014 de oudste ijshockeyspeler ooit die een medaille won op de Olympische Spelen. Ook bij het wereldkampioenschap ijshockey was er succes, in 1999 won Finland met Selänne zilver en in 2008 won het team brons.

## Wetenswaardigheden
- In 2013 werd er een Finse documentairefilm over Teemu Selännes leven gemaakt. De film is getiteld Sel8nne en gaat zowel over zijn persoonlijke leven als over zijn sportcarrière.
- In 2006 werd Selänne door het Finse damesblad Eeva uitgeroepen tot meest sexy Fin.